# Protein jednolančanog vezivanja
Protein jednolančanog vezivanja, ili SSB, se vezuje za jednolančane regione DNK čime se sprečava prerana rekombinacija. Time se sprečava razlaganje jednolančane DNK posredstvom nukleaza, i odstranjuje sekundarna struktura DNK što omogućava drugim enzimima da efektivno deluju na njoj. Jednolančana DNK se formira tokom svih aspekata DNK metabolizma: replikacije, rekombinacije i popravke. Osim stabilizacije jednolančane DNK, SSB proteini se vezuju za i modulišu dejstvo brojnih proteina koji učestvuju u tim procesima.
SSB proteini su indentifikovani u virusima i organizmima od bakterija do čoveka. Jedini poznati organizmi koji ih nemaju su Thermoproteales, grupa ekstremofilnih arheja, gde su zamenjeni proteinom TermoDBP. Dok mnogi fagni i viralni SSB proteini deluju kao monomeri, i dok eukariote kodiraju heterotrimerne RPA (replikacione proteine A), najbolje karakterisani SSB je protein bakterije E. coli koji, poput mnogih bakterijskih SSB proteina postoji kao tetramer. Aktivni E. coli SSB se sastoji od četiri identične 19 kDa podjedinice. Vezivanje jednolančane DNK za tetramer može poprimiti različite "modove", pri čemu SSB zauzima različite brojeve DNK baza u zavisnosti od brojnih faktora, uključujući koncentraciju soli. Na primer, mod vezivanja (SSB)65, u kome se približno 65 nukleotida DNK omotava oko SSB tetramera i ostvaruje kontakt sa sve četiri podjedinice, je prevalentan pri visokim koncentracijama soli in vitro. Na nižim koncenracijama soli se obično formira mod vezivanja (SSB)35, u kome se oko 35 nukleotida vezuje za samo dve SSB podjedinice. Dalja istraživanja su neophodna da bi se odredile funkcije raličitih modova vezivanja in vivo.

## Spoljašnje veze
- Single-Stranded+DNA+Binding+Proteins на 
- SSB in PFAM